# Jan Krzysztof Damel

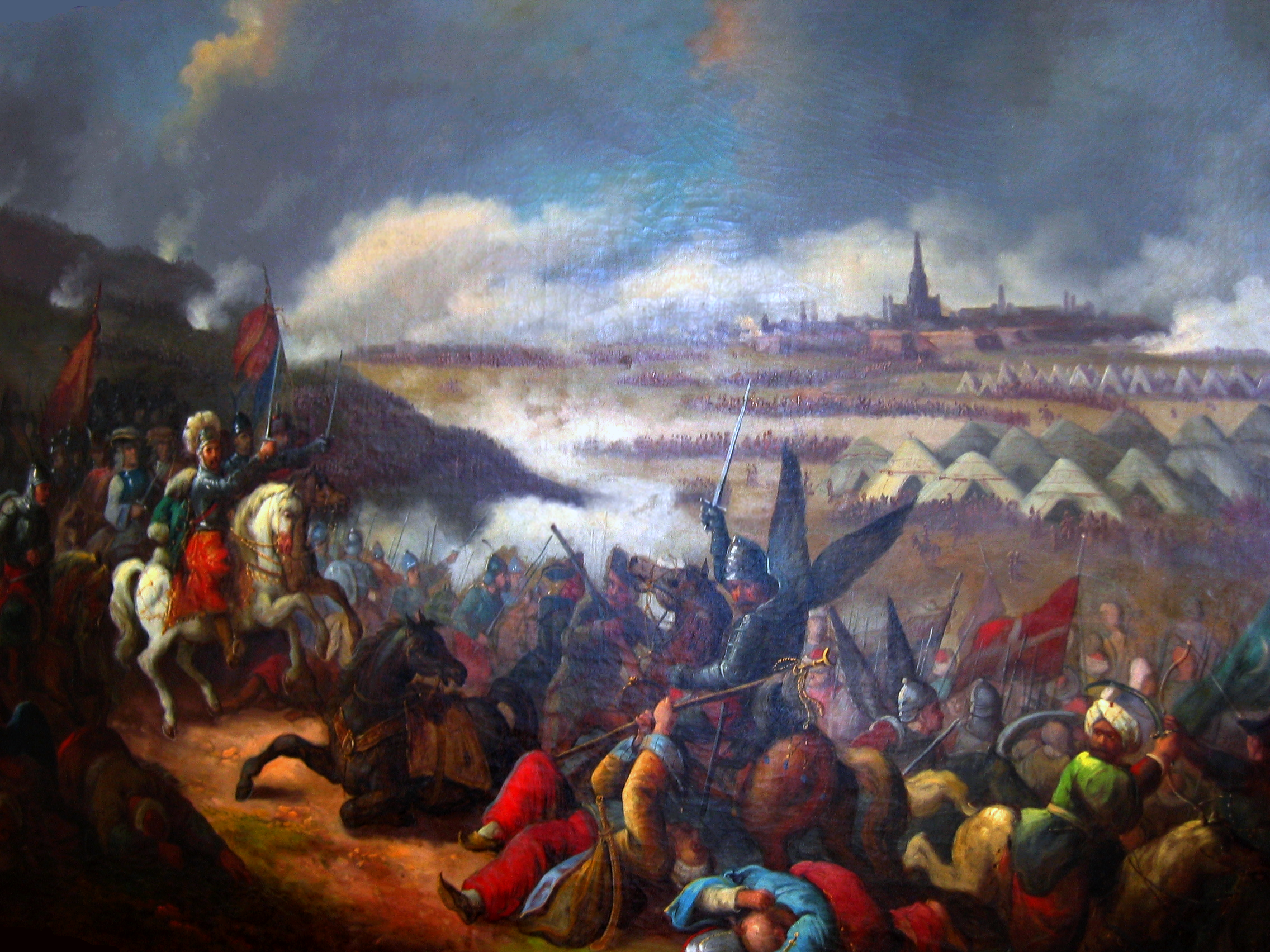
Bitwa pod Wiedniem, obraz Jana Krzysztofa Damela

Jan Krzysztof Damel (ur. w 1780 w Mitawie, zm. 30 sierpnia 1840 w Mińsku) – polski malarz i karykaturzysta. Nawiązywał do malarstwa klasycystycznego.
Do szkoły uczęszczał w Mitawie. Od 1799 do 1809 studiował malarstwo na Cesarskim Uniwersytecie Wileńskim u Franciszka Smuglewicza i Jana Rustema, otrzymując tytuł magistra malarstwa. Po studiach pozostał przez kilka lat na uczelni jako wykładowca. Nie później niż w 1816 r. przeprowadził się do Mińska. W tymże roku wstąpił do masońskiej loży Litwin Gorliwy. Z powodu oskarżeń o udział w fałszerstwach Ignacego Cejzyka został skazany i od 1820 do co najmniej 1823 przebywał na zesłaniu na Syberii w Tobolsku. Odwiedził m.in. Tomsk, Irkuck  i Jenisejsku (zbiór rysunków i karykatur w Dzienniku podróży po Syberii). Po ułaskawieniu i powrocie do kraju zamieszkał w Mińsku.
Tematyką jego obrazów jest historia Polski (Spotkanie Jana III z cesarzem Leopoldem pod Wiedniem 1818; Tadeusz Kościuszko ranny pod Maciejowicami; Paweł I uwalnia z niewoli T. Kościuszkę). Zajmował się również tematyką napoleońską (Odwrót wojsk francuskich w 1812 na placu przy ratuszu w Wilnie).
Był również uznanym portrecistą (m.in. portret profesora J. Frankla, 1811, F.N. Golańskiego, ok. 1812, kilka autoportretów). Jego dorobkiem są też liczne obrazy z kościołów ziemi wileńskiej i mińskiej (np. Św. Józef z dzieciątkiem Jezus w Wiszniewie, 1811, Św. Konstancja do fary w Nieświeżu, po 1825) oraz pejzaże okolic Mińska.
Malarstwo Damela ocenia się jako najczęściej wtórne, wzorowane na twórczości Smuglewicza, a w przypadku portretów także Rustema. Krytykowano je także za nieudolną kolorystykę. Niektóre jego obrazy były kopiami innych artystów. Wysoko natomiast ocenia się rysunki Damela.
Pochowany został w podziemiach kościoła Podwyższenia Świętego Krzyża na Cmentarzu Kalwaryjskim w Mińsku.   
Bywa wskazywany jako jeden z pierwowzorów postaci Hrabiego z Pana Tadeusza.